# Diocèse de Pécs
Le diocèse de Pécs (latin : Dioecesis Quinque Ecclesiensis, hogrois : Pécsi Egyházmegye) est un siège de l'Église catholique situé au sud de la Hongrie autour de la ville de Pécs. Le diocèse est suffragant de l'archidiocèse de Kalocsa-Kecskemét. À sa tête, l'évêque László Felföldi (de),  depuis 2020. 

## Territoire

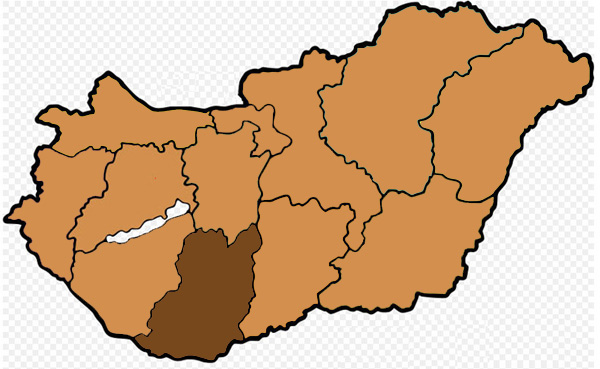
Localisation du diocèse.

Le diocèse comprend les comitats hongrois de Baranya et Tolna.
Le siège de l'évêché est situé à Pécs, où se trouve la cathédrale Saint-Pierre-et-Saint-Paul.
Le territoire est divisé en 65 paroisses, servies par 89 prêtre et 9 diacres.